# Alistair McIntyre
Alistair I. McIntyre (* um 1925) ist ein schottischer Badmintonspieler. 

## Karriere
Alistair McIntyre siegte 1950 erstmals bei den nationalen Titelkämpfen in Schottland. Vier weitere Titelgewinne folgten bis 1957. 1954 siegte er bei den French Open, 1956 bei den Irish Open und 1957 bei den Scottish Open.

## Sportliche Erfolge
| Saison | Veranstaltung                     | Disziplin    | Platz | Name                                 |
| ------ | --------------------------------- | ------------ | ----- | ------------------------------------ |
| 1950   | Schottland: Einzelmeisterschaften | Herreneinzel | 1     | Alistair McIntyre                    |
| 1954   | French Open                       | Herreneinzel | 1     | Alistair McIntyre                    |
| 1954   | Schottland: Einzelmeisterschaften | Herrendoppel | 1     | Alastair Russell / Alistair McIntyre |
| 1955   | Schottland: Einzelmeisterschaften | Mixed        | 1     | Alistair McIntyre / Eileen McKenzie  |
| 1955   | Schottland: Einzelmeisterschaften | Herrendoppel | 1     | Alastair Russell / Alistair McIntyre |
| 1956   | Irish Open                        | Herrendoppel | 1     | Alastair Russell / Alistair McIntyre |
| 1957   | Scottish Open                     | Mixed        | 1     | Alistair McIntyre / E. McKenzie      |
| 1957   | Schottland: Einzelmeisterschaften | Herrendoppel | 1     | Alastair Russell / Alistair McIntyre |